# Phygadeuon largitator
Phygadeuon largitator är en stekelart som beskrevs av Schiodte 1839. Phygadeuon largitator ingår i släktet Phygadeuon och familjen brokparasitsteklar. Inga underarter finns listade i Catalogue of Life.